# Višňová u Příbramě

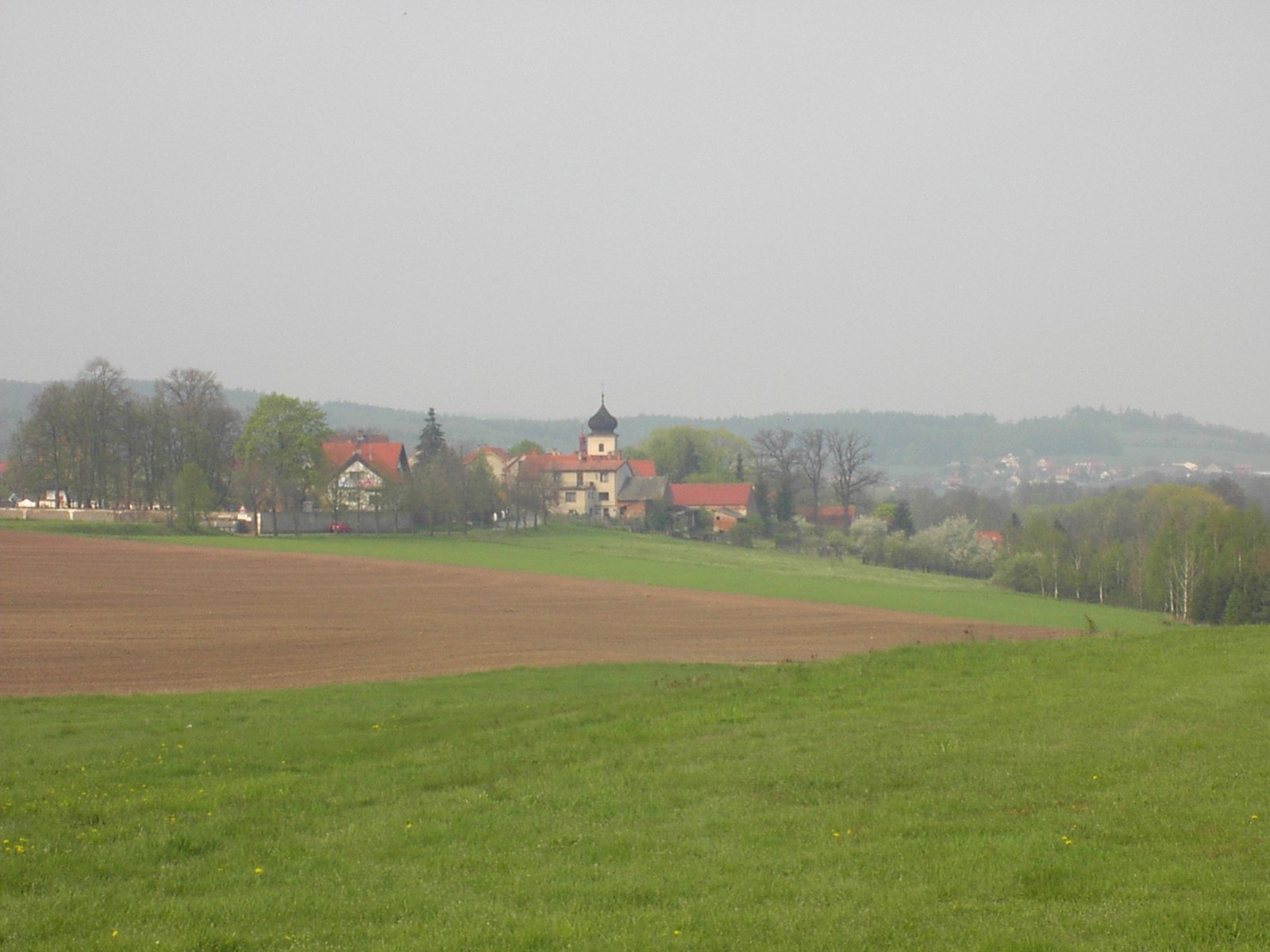
Ortsansicht von Višňová

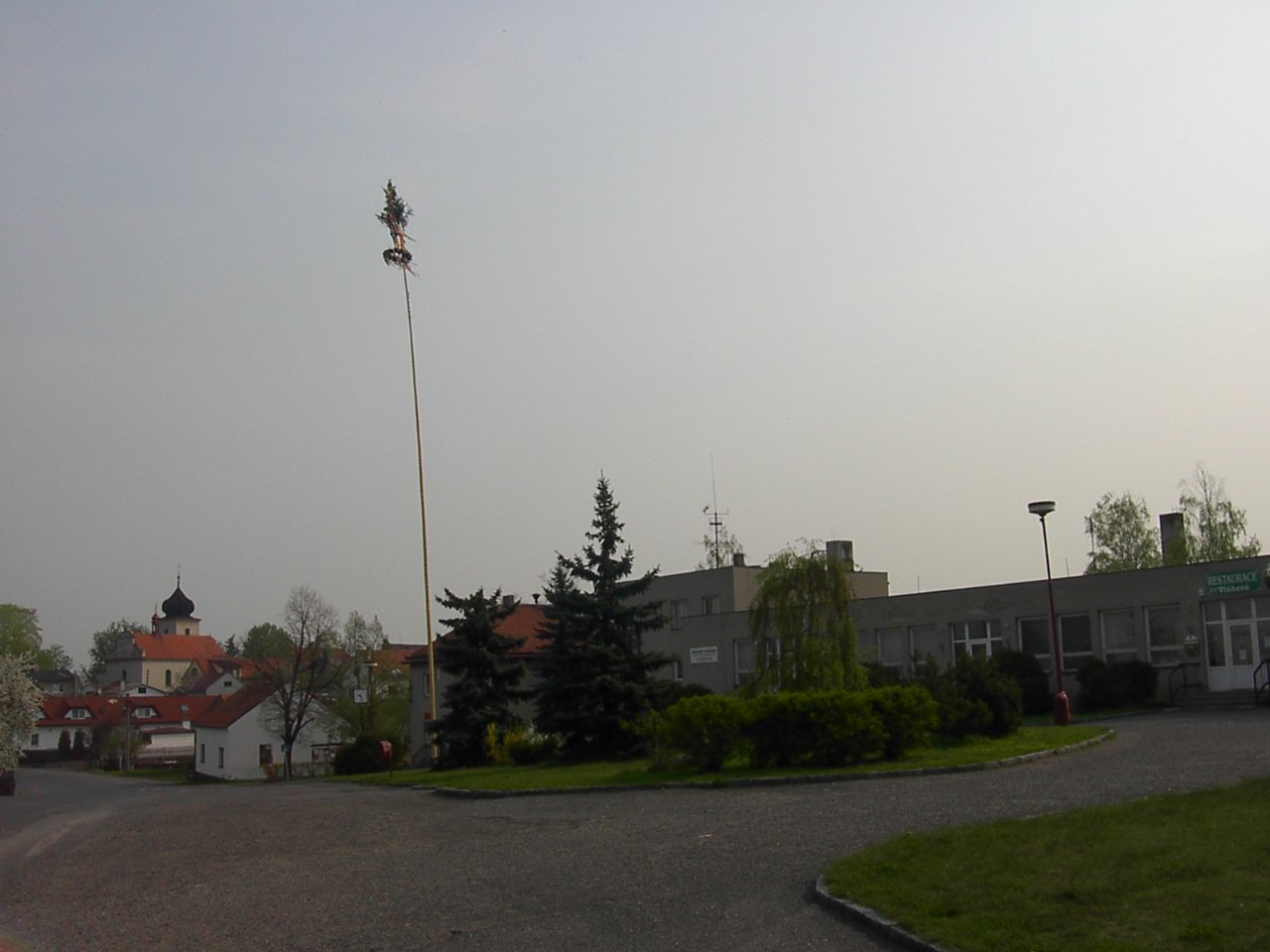
Ortszentrum mit Kulturhaus und Kirche

Višňová (deutsch Wischnowa, auch Wischniowa) ist eine Gemeinde in Tschechien. Sie liegt neun Kilometer südlich von Dobříš und gehört zum Okres Příbram.

## Geographie
Višňová befindet sich in der Dobříšská pahorkatina (Dobrischer Hügelland). Das Dorf erstreckt sich rechtsseitig der Kocába an der Einmündung des Baches Budský potok. Am westlichen Ortsausgang wird die Kocába im Teich Homolka gestaut. Südöstlich erhebt sich der Ovčí vrch (467 m n. m.), im Südwesten die Velká skála (551 m n. m.) und der Imples (449 m n. m.) sowie westlich der Drásovský chlum (490 m n. m.). Am südlichen Ortsrand verläuft die Staatsstraße I/18 zwischen Příbram und Sedlčany.
Nachbarorte sind Ostrov im Norden, Ouběnice und Chaloupky im Nordosten, Bělohrad, Nečín und Strupina im Osten, Jablonce, Obory, Pánkovka, Vápenice und Luhy im Südosten, Holanka, Buda, Jelence, Horní Hbity und Jablonná im Süden, Káciň, Stěžov, Placy, Palivo, Buk, Jesenice und Bytíz im Südwesten, Drásov, Prostřední Mlýn und Skalka im Westen sowie Líha, Suchodol und Dlouhá Lhota im Nordwesten.

## Geschichte
Untersuchungen der Bausubstanz der Kirche ergaben, dass der frühgotische Bau wahrscheinlich um 1300 errichtet wurde. Die erste schriftliche Erwähnung von Višňová erfolgte 1352 im päpstlichen Zehntverzeichnis des Dekanates Bozeň, diese belegt zugleich die Existenz einer Pfarrei. Die Höhe der Abgaben, die für Višňová im 14. Jahrhundert zwischen sechs (1384 und 1385), neun (1352, 1369) und zwölf Groschen (1399) schwankte, gibt Rückschlüsse auf die Größe der Pfarrgemeinde. Bubovice hatte im selben Zeitraum bis zu 32 Groschen, Tochovice 21, Paštiky 18, Kamýk und Příbram zwölf Groschen, Hbity, Pečice und Chotouň dagegen nur sechs Groschen zu entrichten. Das Dorf war ursprünglich zwischen der Böhmischen Krone und dem Bistum Prag in einen Dobřischer und einen Příbramer Anteil aufgeteilt. Als Kaiser Ferdinand I. im Jahre 1569 die an Ferdinand Swihowsky von Riesenberg verpfändete Kronherrschaft Dobřisch wegen Misswirtschaft im Tausch gegen das Kloster des hl. Prokop zurück erwarb, wurde auch das Dorf Višňová genannt. Nachdem Příbram 1579 zur königlichen Bergstadt erhoben wurde, löste die Böhmische Kammer den verpfändeten Příbramer Anteil von Višňová aus, dadurch wurde das Dorf gänzlich nach Dobřisch untertänig. Im Jahre 1611 verpfändete Kaiser Rudolf II. die Herrschaft Dobřisch an Anna von Fürstenberg, geborene Lobkowicz. Die Pfarrei Višňová erlosch nach 1623. Am 14. Juni 1630 verkaufte die Böhmische Kammer die Herrschaft Dobřisch mit dem angeschlossenen Gut Heiligfeld mit Ausschluss der Jagd auf Rot- und Schwarzwild erblich an den Oberstjäger der Königreiches Böhmen, Bruno von Mansfeld und Heldrungen. Nachfolgender Besitzer war ab 1644 Franz Maximilian von Mansfeld. Ihn beerbte 1692 sein Sohn Karl Franz Anton von Mansfeld und ab 1717 dessen Sohn Heinrich. Bis 1714 gehörte das Dorf zum Podbrder Kreis, danach wurde es Teil des Berauner Kreises. Nach dem Tode des Heinrich von Mansfeld fiel dessen Erbe 1780 seinem Sohn Joseph Wenzel zu, der sechs Wochen später ohne Nachkommen verstarb. Damit erlosch das Geschlecht im Mannesstamme, die Herrschaft Dobřisch erbte Joseph Wenzels Schwester Maria Isabella. Es erfolgte die Namens- und Wappenvereinigung mit der Familie ihres Ehemannes Franz de Paula Gundaker von Colloredo-Waldsee-Mels zum Geschlecht Colloredo-Mannsfeld, der 1786 die Kirche erneuern ließ. Im Jahr darauf wurde in Wischnowa ein Lokalist eingesetzt. Nach Maria Isabellas Tod im Jahre 1794 erbte ihr Sohn Rudolph Joseph II. die Güter. Nach dem Tode des kinderlosen Rudolf Joseph II. von Colloredo-Mannsfeld fiel die Herrschaft 1844 dessen Neffen Franz de Paula Gundaccar II. von Colloredo-Mannsfeld zu.
Im Jahre 1846 bestand das Dorf Wischnowa bzw. Wyšnowa aus 69 Häusern mit 589 Einwohnern. Unter dem Patronat der Obrigkeit standen die Lokalkirche der hl. Katharina, die Lokalie und die Schule. Außerdem gab es im Ort eine Mühle. Wischnowa war Pfarrort für die Dörfer Skalitz (Skalice), Wostrow (Ostrov), Drasow, Kurzbach und Aubenitz sowie die Einschichten Hora, Strupina, Buda, Tok (V Toku) und drei Mühlen. Bis zur Mitte des 19. Jahrhunderts blieb Wischnowa der Herrschaft Dobřisch untertänig.
Nach der Aufhebung der Patrimonialherrschaften bildete Višňova/Wischnowa ab 1850 eine Gemeinde im Gerichtsbezirk Příbram. Das Pfarrhaus wurde 1858 erneuert. Ab 1868 gehörte Višňova zum Bezirk Příbram. Seit den 1870er Jahren führte die Gemeinde den Namen Višňová. Im Jahre 1932 lebten in Višňová 577 Menschen. In den 1970er Jahren entstand südlich des alten Ortskerns ein neues Ortszentrum mit Kulturhaus und Gemeindeamt. 1975 wurde in Višňová die Fernsehserie Chalupáři (Ein fideles Haus) gedreht. Seit 2013 führt die Gemeinde ein Wappen und Banner.

## Gemeindegliederung
Für die Gemeinde Višňová sind keine Ortsteile ausgewiesen. Grundsiedlungseinheiten sind Holanka-Buda und Višňová. Zu Višňová gehören die Ansiedlungen Buda und Holanka, die Einschicht V Toku (Tok) sowie ein Teil von Placy (Platz).

## Sehenswürdigkeiten
- Kirche der hl. Katharina von Alexandrien, die um 1300 errichtete frühgotische Kirche wurde zum Ende des 17. Jahrhunderts barockisiert und 1786 rekonstruiert.
- Pfarrhaus, spätbarocker Bau aus dem 18. Jahrhundert
- Gruppe von drei geschützten Wintereichen auf dem Damm des Teiches in Višňová